# MKZ-军魂
《MKZ-军魂》是由中国大陆的目标软件开发的一款第一人称射击游戏。标题中的“MKZ”为“Metal Knight Zero”的缩写。目标软件将其定义为“进化的FPS（第一人称射击游戏）”，也就是“FTS（第一人称战略射击游戏）”。
游戏在中国大陆由新兴网游公司深圳市壹柒伍网络科技有限公司运营，游戏橘子取得了台湾发行权。除此之外，游戏有意向在美国、俄罗斯、日本、韩国等国家发行。游戏邀请台湾艺人郭书瑶担任代言人一职。
游戏采用了目标软件自主研发的奥世（Overmax）游戏引擎，内嵌物理引擎NVIDIA PhysX以令画面更为逼真。
游戏十分强调团队合作，这与其它个人英雄主义较为严重的第一人称射击游戏有异。玩家在游戏中不再仅仅拿着枪跑动、射击，而可以驾驶直升机、装甲车四处横行，使用各种各样现代战场上的武器，模拟真正的战场。目前游戏已开放16人对16人对战，32人对32人对战还在测试中，规格上预定达到64人对64人对战的目标。
游戏2010年7月8日在台湾先于大陆开始正式运营，短短3天内运营商就紧急加开了两组服务器。
该游戏参展2010年E3。

## 游戏相关

### 中译名与代言人
开发初期中文名为“铁甲前传”。后由目标软件举行命名投票，于2008年2月27日确定中文名为“铁甲突击”，但由于参加人数过少（仅为28,138人次），代理商175公司再次举行命名投票，最终于2009年7月16日确定正式中文名“MKZ-军魂”。
同时游戏代言人也进行了票选，最终台湾艺人郭书瑶得票最高而当选代言人。2009年7月22日，在当年中国国际数码互动娱乐展览会（ChinaJoy）开展的第一天，游戏官方同时发布游戏中文名和代言人，郭书瑶出席。

### 爭議
遊戲內容和畫面與戰地風雲2相似，因此引发部分非议。

### 运营问题
游戏运营前的高规格宣传和中国制造的网游题材上的突破赚到了玩家一定的关注度，但是游戏运营后玩家发现游戏存在各种各样的问题，包括引擎优化不良、漏洞众多，以及大陆运营商175公司搭建服务器不力致使服务器经常卡顿（有大陆玩家反映连接台湾服务器的延迟比连接大陆服务器的延迟还小）等问题，致使开服后短时间内玩家大量流失。
2011年12月31日，中国大陆運營商175公司暫時关闭游戏服务器。2012年2月1日，175公司宣布近期遊戲加緊完善中，可能會重新開放營運。

## 游戏背景

### 中国大陆版
时至2020年，各国之间依旧维持着往日微妙的和平关系，直到海湾地区两股地方武装分子突发战争，这场战争虽然交战了不到一周就结束了，但是在这一周里人们却看到了近一个世纪以来前所未见的武器。这场战争所使用的武器，引起了世界各国的注意，他们立即采取行动，调查了这些武器和武装部队，但是为时已晚，随后的数个月里，世界各地都爆发了类似的战争，局面愈演愈烈。这些武装部队很早以前就存在，他们依附于国家，进行各种武器的研究，甚至得到国家的支持，为各自国家效力，直到有一天，实验战斗机甲投入实战，他们变得无法被操控。失控的局面无法被有效的遏制，世界各地的武装力量纷纷效仿，越来越多的人背弃国家，投入到这些武装力量中，没有人能预料到未来会怎样发展，国家开始被淡化，军人的含义也慢慢被模糊，人们战争只是为了战争。服从，顽强，团队，牺牲，这些军人必备的品质没有了，军人没有了灵魂，战争只是相互的屠杀。总有一群人无法随波逐流，总有一群人将军魂视同生命，志同道合的他们集结在一起，他们将用行动向世人诠释军人的含义，用鲜血去捍卫这个世界。

### 台湾版
場景發生於2025年～2035年間，描述著各國間雖保持著微妙的平衡關係，實際上各傳統軍事強國卻一直蠢蠢欲動，憑藉著自身強大戰力，連續發表所謂極權挑釁言論，同組世界維合軸心國，尋求發起動亂的具體理據，台面下卻計畫著侵略境外的霸權計謀，衝突都有可能一觸即發，引發全球大規模的恐慌，各小規模國家正面臨著前所未有的併吞威脅。
新世紀第一場戰爭即將引爆，世界大國霸權主義儼然成形，各小規模國家發起反制力量，嚴懲來犯的侵略者，各國間正募集反抗傭兵部隊，希望引起國際社會注目，企圖逐步瓦解霸權主義。
在這關鍵之時，每個人都必須站出來，為了國家生存而戰！！為了自己而戰！！

## 兵种系统

### 突击兵
突击兵属于战斗的主力兵种，在火力、精度、射击距离、移动速度方面都拥有较均衡的水平，可以适应大多数战斗，比较合适中级玩家使用。突击兵还需要提供一定的面杀伤能力及破坏载具、固定火力点、建筑物的能力。

### 侦察兵
侦察兵是战场上的远距离杀手，拥有最远的观察距离、最高的射击精度及最大的单发杀伤威力。同时偏弱的移动速度及极慢的射击速度使其非常不适应近身战斗 。侦察兵还负有为团队提供情报的侦察任务，所以还需要拥有很强的侦察手段。

### 医疗兵
医疗兵在设计上希望突出其快速机动、武器高射速及相对更容易控制的弹道散布的特点，同是医疗兵的武器威力偏小及射击距离较近是其主要弱点。医疗兵还拥有救治昏迷队友及恢复队友HP的能力。

### 支援兵
支援兵将在战斗中提供持续的火力压制能力，所以要求支援兵的武器拥有高射速、大威力及大容量弹量来保证火力的连续性。但是相对较慢的移动速度及较差的武器精度是支援兵主要的弱点。支援兵还需要为队友提供弹药补给，以及负责对抗载具。